# 10628 Феєрбахер
10628 Феєрбахер (10628 Feuerbacher) — астероїд головного поясу, відкритий 18 січня 1998 року.
Тіссеранів параметр щодо Юпітера — 3,200.